# レジナルド・バークレー
レジナルド・バークレー(Reginald Barclay)は、SFテレビドラマ／映画『スタートレック』シリーズに登場する人物の一人。『新スタートレック(TNG)』や『スタートレック:ヴォイジャー(VOY)』に登場する。ドワイト・シュルツが演じた。
地球人で、惑星連邦の宇宙艦隊士官である。レジナルド・エンディコット・バークレー3世（Reginald Endicott Barclay III）がフルネームで、ニックネームは「レジー（レッジ）」。ウェスリー・クラッシャーがつけたあだ名は「ブロッコリー」。実力がありながら人格的に問題を抱える人物として描かれ、人前ではおどおどしたところや、吃音（どもり）や虚言癖の傾向がある。

## 経歴
- 宇宙艦隊アカデミー 卒業
- U.S.S.エンタープライズD機関部員（中尉）
- U.S.S.エンタープライズE機関部員（大尉）
- ユートピアプラニシアを短期間で退職
- ヴォイジャー帰還プロジェクトに参加
- 宇宙艦隊アカデミー教官（中佐）→歴史が変わったために幻となる。

### TNGでのバークレー
U.S.S.エンタープライズD機関部中尉。遅刻の常習、転送恐怖症、ささいな体調変化を不治の奇病と自己診断する、ホロデッキ中毒、など問題児扱いされ、クルーから軽蔑されていた。ホロデッキの中で彼は、本心をさらけ出せ、自信満々になれる倒錯的なプログラムに耽っていたのである。それらが露見すると、慌てて謝ったり二度としないと誓ったりするが、それ以後もバークレーはホロデッキ通いを止められないでいた。
直属の上官である機関部長ラ＝フォージは、友人として扱ったり、重要な任務を任せたりしながら、本当は実力があることを説く。その甲斐あってバークレーはラ＝フォージを信頼、実力を発揮。数々の事件の解決に手を貸した。
その後、『スタートレック ジェネレーションズ』においてエンタープライズが大破するまで同艦で勤務を続けた。

### ファーストコンタクトでのバークレー
スタートレック ファーストコンタクトにおいて就役したU.S.S.エンタープライズEにおいても、ラ＝フォージの部下として機関部に勤めた。
2063年へタイムスリップし、フェニックスがボーグの攻撃で損傷したため、その修理作業のために上陸。
人類初めてワープ技術の開発に成功した科学者であるゼフラム・コクレーンと対面したときには興奮していた。

### VOYでのバークレー
TNGの登場キャラクターで、ただ一人準レギュラーとして参加した。
大尉に昇進。ユートピアプラネシアなどで勤務するが上手くいかず、パリス提督（トム・パリスの父）が指揮を執る、U.S.S.ヴォイジャー帰還プロジェクト・パスファインダー計画に加わる。
ホログラム依存症が再発したとして上官に休暇命令を出されながら、バークレーは勤務先に忍び込み、短時間ではあるがヴォイジャーとの通信を可能にする。その後、映像やデータ送受信が出来るまでに通信リンクを改良・安定させる事に成功。ヴォイジャー艦内では彼を名誉クルーと賞賛した（エピソード：遥か彼方からの声）。
その後、ヴォイジャーのドクターの生みの親である、ルイス・ジマーマン博士と深い親交を結ぶ。博士は遺書の中で、自身の死後はホログラム研究の財産のほとんど全てをバークレーに譲る、とまで書いている。
最終回では宇宙艦隊アカデミーでボーグなどについて教える中年の教官になっているが、ジェインウェイ提督が過去に戻り歴史を変えたため、バークレーがどうなったかは不明である。

## 日本語版の吹き替え
吹き替えに当たった声優は次のとおり。
- 田中秀幸（TNG）
- 荒川太郎（映画ファースト・コンタクト）
- 堀内賢雄（VOY#19"Projections"邦題「ホログラム」）
- 岩崎ひろし（VOY）

バークレーを演じたドゥワイト・シュルツは、日本でもお馴染みの海外ドラマ・特攻野郎Aチームのクレイジー・モンキー役で既に知られていた。Aチームでは声優が故・富山敬だった為に、スタートレックでは声質が変わり、当初は困惑した人もいるという。なお、富山は生前、『宇宙大作戦』（TOS）でミスター・カトー、TNGでマーク・ジェームソン提督の声を当てている。